# Summer World University Games 2025/Teilnehmer (Brasilien)
| Gelbes Symbol für Goldmedaillen mit stilisierten Olympischen Ringen | Graues Symbol für Silbermedaillen mit stilisierten Olympischen Ringen | Braundes Symbol für Bronzemedaillen mit stilisierten Olympischen Ringen |
| ------------------------------------------------------------------- | --------------------------------------------------------------------- | ----------------------------------------------------------------------- |
| 2                                                                   | 3                                                                     | 7                                                                       |

Brasilien nahm mit 120 Sportlern (66 Männer und 54 Frauen) an den Summer World University Games 2025 teil.

## Teilnehmer nach Sportarten

### 3×3-Rollstuhlbasketball
| Männer - Mateus Paulo Kall - João Matheus Duarte Padilha - Herus Eduardo de Quadros Ferreira - Reyson Douglas da Silva Souza | Frauen - Paula Letícia Ricardo Silva - Rebeca Soares Freires - Laura Vitória de Souza Nauderer - Maria Anastacia Nascimento de Oliveira |

### Badminton
| Männer - Donnians Oliveira (Einzel, Mixed) | Frauen - Ana Júlia Ywata (Einzel, Mixed) |

### Basketball
| Männer Gold - Adyel Felipe Pereira Borges - Agapy Samoel de Melo Santos - Anderson Barbosa Miranda Santana - Bruno Henrique Pedro Cardoso - Gabriel Novaes Souza - Matheus Santos Neves da Silva - Paulo Henrique Barbosa Junior - Rafael Rachel de Souza Silva - Reynan Gabriel Camilo dos Santos - Yuri Elias Neptune - Gabriel Campos - Leonardo Teodoro de Souza Colimerio | Frauen - Isabella Vicktoria Nascimento - Vitoria Moura Santana - Allanis Cristina Delboni da Silva - Ana Beatriz Passos Alves da Silva - Arianny Francisco de Oliveira - Brenda Barros da Silva - Brenda Bleidao da Silva - Giovanna Rocha da Silva - Isabella Cristina Moreira de Souza - Maiara Pereira Dias - Marcella Prande Freitas - Stephany Caroline Goncalves |

### Beachvolleyball
| Männer - Denilson Loureiro Sobral - Wesley Luiz Monte da Silva | Frauen - Maria Fernanda Ferreira Dias - Maria Luiza Sena de Paula Silva |

### Judo
- Bronze (Mixed-Team)

| Männer - Lucas Santos Rios (bis 60 kg) - Henrique Gusmão da Silva (bis 66 kg Bronze) - Guilherme Castro de Oliveira (bis 73 kg) - Luan Carlos Costa de Almeida (bis 81 kg) - Guilherme Alves Morais (bis 90 kg) - Gabriel Dezani Arévalo (bis 100 kg) - Daniel Nazaré (über 100 kg) | Frauen - Mariana Costa da Silva Nunes (bis 48 kg) - Gabriela Souza Conceição (bis 52 kg) - Beatriz Rosa Comanche (bis 57 kg) - Rafaella Rodrigues Gonçalves (bis 63 kg) - Luana Oliveira de Carvalho (bis 70 kg) - Beatriz Furtado Petri de Freitas (bis 78 kg Silber) - Thauana Aparecida das Dores Lopes da Silva (über 78 kg) |

### Leichtathletik
| Männer - Breno Barbosa de Carvalho (Weitsprung) - Mauricio Machry (Diskus, Kugel) - Matheus Pereira de Oliveira (100 m, 200 m) - Gabriel Porfírio dos Santos (800 m) - João Pedro Silva de Azevedo (Dreisprung Bronze) | Frauen - Regiclecia Candido da Silva (Dreisprung) - Maria Eduarda Candido Teixeira (Weitsprung) - Letícia Maria Nonato Lima (400 m) - Vanessa Sena dos Santos (100 m, Weitsprung) - Luana Gabriela Tews de Moura (Stabhoch) |

### Schwimmen
- Bronze (4 × 100 m Freistil-Staffel)

| Männer - Leonardo Barbieri Alcantara - Henrique Borges Fonseca - Pedro Henrique Buch e Grahl de Souza - Lucas Costa Peixoto - Guilherme de Godoy Camossato - João Pierre de Gruttola Campos - Kaique Kauan de Morais Alves - Gustavo Francisco Saldo - Theo Garcia Alloza - Thiago Maturana Ruffini - Eduardo Oliveira de Moraes - Vinicius Tavares Assunção |

### Taekwondo
| Männer - Matheus Gilliard Goncalves Silva (bis 54 kg Bronze) - Guilherme dos Santos Morais (bis 63 kg) - Vinicius Assis Matos (bis 74 kg Silber) - Henrique Marques Rodrigues Fernandes (bis 80 kg) | Frauen - Júlia Silva Nazário (bis 46 kg) - Camilly Gosch Camargo (bis 49 kg) - Maria Clara Lima Pacheco (bis 57 kg Gold) - Mikaela Oliveira dos Santos (bis 73 kg Bronze) |

### Tennis
| Männer - Rodrigo de Méo das Dores (Einzel, Mixed) | Frauen - Giovanna de Jesus Martins (Einzel, Mixed) |

### Tischtennis
| Männer - Marco Garlini (Einzel, Mixed) | Frauen - Sabrina Miyabara (Einzel, Mixed) |

### Turnen
| Männer - Erick Oliveira Domingues - Tomas Rodrigues - Patrick Sampaio - Diogo Soares | Frauen - Julia Aparecida Bastidas da Silva - Ana Luiza Lima - Rafaela Oliva |

### Volleyball
| Männer Silber - Leonardo Lukas de Oliveira Leodolter - Geovane Kuhnen - Guilherme Amorim da Silva Souza - Guilherme Sabino Alexandre - Matheus Luiz Costa Silva Pedrosa - Luiz Ricardo Evangelista da Silva - Samuel Carazzai de Morais Neufeld - Gustavo Cardoso - Gabriel Henrique Gonçalves Ostapechen - Paulo Vinicios Ferreira da Silva - Gabriel Bieler Silva Viriato Medeiros - Pietro Pereira de Jesus Santos | Frauen Bronze - Ana Luiza Bento - Geovanna Caetano Rodrigues - Kelly Gomes de Souza - Kenya Malachias - Sabrina Leandro Groth - Camila Mesquita dos Santos - Lanna Gabriella Gomes Machado - Larissa Besen - Rosely Evaristo Nogueira - Mariana Brambilla - Emanuelle dos Santos de Moura - Carolina Grossi des Souza Santos |

### Wasserspringen
| Männer - Joao Felipe Margiotto Dias | Frauen - Heloa Almeida Camelo - Rebeca Nascimento de Santana |